# Sherman Smith
Sherman Smith (Youngstown, 1º novembre 1954) è un ex giocatore di football americano e allenatore di football americano statunitense che ha giocato nel ruolo di running back per la maggior parte della carriera con i Seattle Seahawks della National Football League (NFL). Fu scelto nel corso del secondo giro (58º assoluto) del Draft NFL 1976 da Seattle. Dal 2010 è l'allenatore dei running back dei Seahawks.

## Carriera da giocatore
Smith fu scelto nel secondo giro del Draft 1976 dalla neonata franchigia dei Seattle Seahawks, il primo giocatore offensivo selezionato dalla squadra. Smith guidò la squadra in yard corse in ognuna delle sue prime 4 stagioni, terminando con 3.429 yard e 28 touchdown su corsa, oltre che 10 su ricezioni, nei suoi sette anni a Seattle. Nel 1983 passò ai San Diego Chargers dove disputò l'ultima stagione della carriera scendendo in campo raramente.

## Carriera da allenatore
Un anno dopo il ritiro, Smith iniziò ad allenare prima i running back nelle scuole superiori, poi quelli della sua Miami University mentre tra il 1992 e il 1994 allenò i running back e i tight end all'Università dell'Illinois.
Nel 1995, Smith si unì allo staff degli Houston Oilers (ora Tennessee Titans) come allenatore dei running, aiutando Eddie George a diventare uno dei migliori nel suo ruolo della lega. Nel 2006, Smith fu promosso nel ruolo di assistente allenatore.
Nel 2008, Smith lasciò i Titans per diventare coordinatore offensivo dei Washington Redskins, riunendosi con il suo ex compagno ai Seahawks, Jim Zorn, all'epoca capo-allenatore dei Redskins.
Dopo il licenziamento di Zorn, Smith tornò ai suoi Seahawks come allenatore dei running back.

## Statistiche
| Partite totali         | 95    |
| Yard su ricezione      | 2.393 |
| Touchdown su ricezione | 10    |
| Yard su corsa          | 3.520 |
| Touchdown su corsa     | 28    |